# Gasthaus zum bunten Löwen

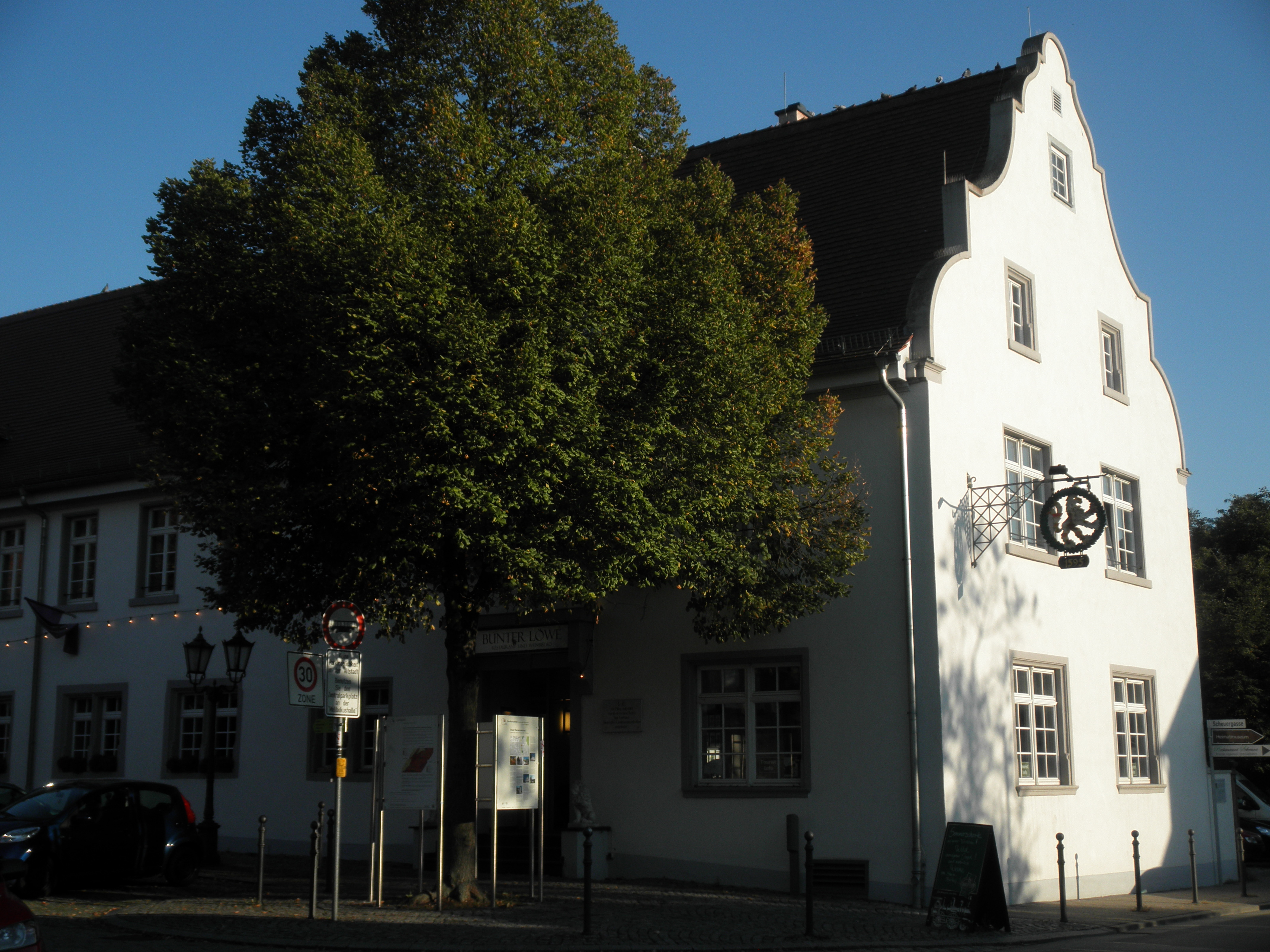
Gasthaus zum bunten Löwen

Das Gasthaus zum bunten Löwen ist ein denkmalgeschütztes Gebäude in Zwingenberg (Bergstraße).

## Geschichte
Das Haus wurde 1595 erbaut. Ursprünglich wurde es als „Neue Herberge“, später mit „Zum bunten Löwen“ bezeichnet. Das von der Stadt erbaute Gasthaus war das erste Gebäude außerhalb der Stadtmauern. Es wurde von der Stadt als „gebannte Herberge“ an verschiedene Wirte verpachtet. Diese Bannschaft bedeutete die Pflicht, Speisen und Getränke für Durchreisende bereitzuhalten. 1751 wurde das Haus an den aus Auerbach stammenden Christian Heinrich Dieffenbach verkauft. Das Gasthaus blieb 147 Jahre lang und über fünf Generationen im Besitz der Familie Dieffenbach. Historisch bedeutsam unter den Besitzern war vor allem Georg Dieffenbach (1787–1848). Der liberale Politiker, welcher ab 1832 Abgeordneter der Landstände des Großherzogtums Hessen wurde, stand ab 1818 an der Spitze der Verfassungsbewegung, die eine Verfassung für das Großherzogtum Hessen forderte (die am 17. Dezember 1820 als Verfassung des Großherzogtums Hessen auch erlassen wurde).
Sein Sohn Christian Dieffenbach, der 1848 das Gasthaus übernommen hatte, erweiterte das Geschäftsfeld um eine Thurn- und Taxis’sche Postexpedition und eine international agierende Weinhandlung. Unter Christian Dieffenbach wurde das Gasthaus durch Um- und Anbauten zu einem komfortablen, anspruchsvollen Hotel umgebaut. Spätestens seit 1868 wurde es von diversen studentischen Landsmannschaften zu jährlichen Treffen genutzt. 1868 fand ein erster Kongress von fünf Landsmannschaften statt, die sich später mit den Deutschen Turnerschaften zum Coburger Convent zusammenschlossen. Im Jahr 1832 erfolgte im Bunten Löwen die Gründung des Zwingenberger Männergesangvereins „Sängerkranz“ statt.
Im 20. Jahrhundert wechselten die Besitzer mehrmals. 2002 erwarb die Stadt Zwingenberg das Gasthaus. Mit Förderung aus EU-Mitteln erfolgte für rund 3,5 Millionen Euro eine umfassende Sanierung.

## Heutige Nutzung
Das Haus wird als Restaurant genutzt. Der Löwenkeller im Untergeschoss und der Diefenbachsaal im ersten Stock werden als Versammlungsräume vermietet. Die Zwingenberger Stadtverordnetenversammlung tagt im Diefenbachsaal. Im Erdgeschoss ist das Unesco-Geopark-Infozentrum untergebracht.

## Gebäude
Das Gebäude ist das größte Gebäude am zentralen Löwenplatz, der seinen Namen vom Gasthaus hat. Es ist als langgestreckter, zweigeschossiger Massivbau mit 14 Fensterachsen. Er verfügt über ein Satteldach und einen für die damalige hessen-darmstädtische Bauweise typischen Schweifgiebel. Das einst lisenengegliederte Gebäude wurde in den Jahren 1970/71 wegen der Verbreiterung der Bundesstraße 3 um eine Achse verkürzt und der Giebel versetzt.
Das Landesamt für Denkmalschutz urteilt:

„Das Gasthaus „Zum Löwen“ ist als bauliches Zeugnis hessischer Geschichte und als überregional bekannte Unterkunft an der Bergstraße von besonderer historischer Bedeutung, durch seine exponierte Lage spielt es für Zwingenberg darüber hinaus eine eminent wichtige städtebauliche Rolle.“